# ISTJ

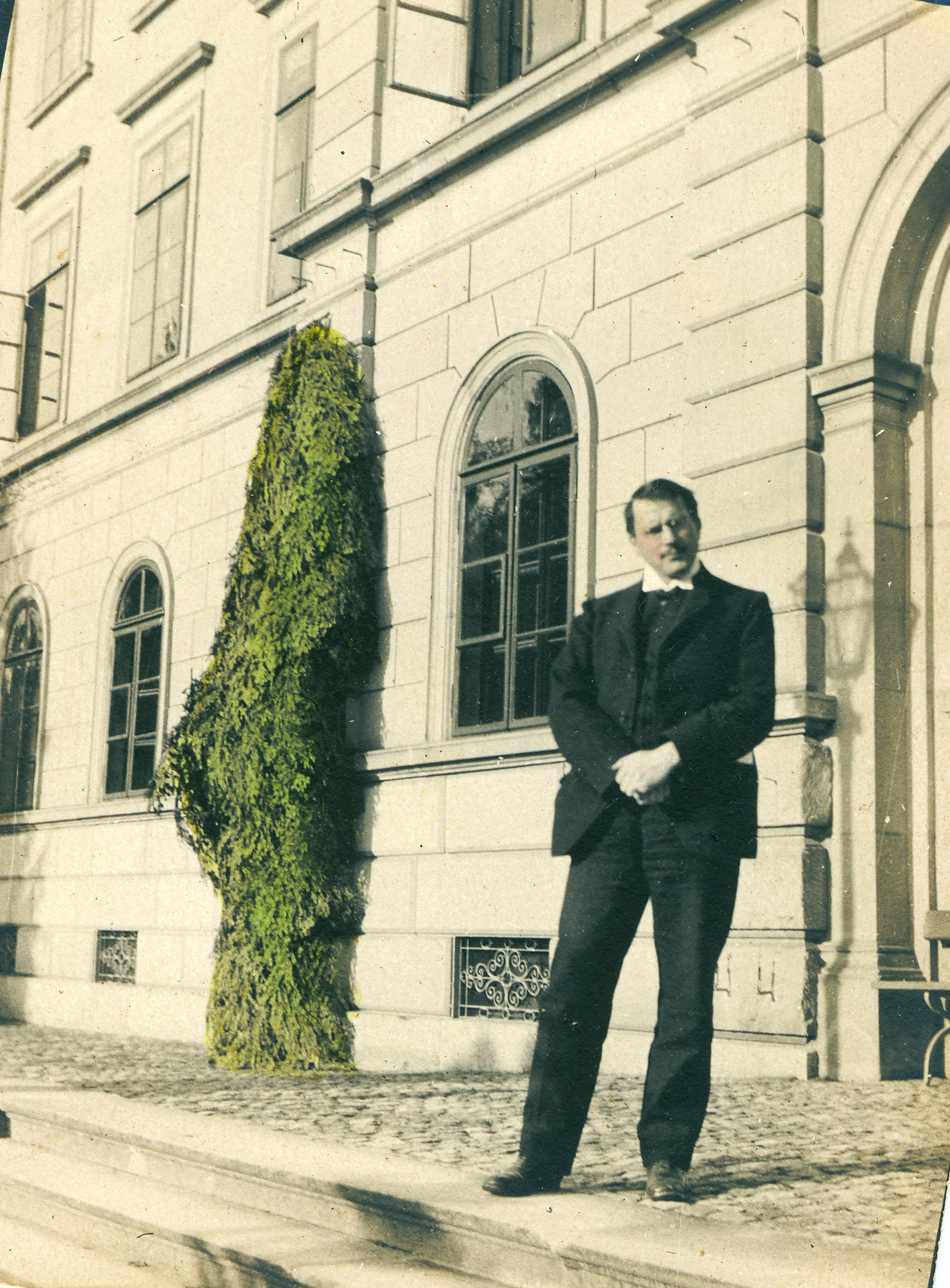
1910年的卡尔·荣格。

ISTJ(内倾/現實/思考/判断)是迈尔斯·布里格斯性格分类法中十六种人格类型之一，在柯尔塞气质类型测试中被称为调查员，属于监护人的四种类型之一。
ISTJ大概占人口的10%-14%。

## MBTI偏好
MBTI通過以下偏好將人們歸類：:5-7
- 能量態度（注意力方向與能量來源）：外向或內向（E/I）
- 感知功能（信息收集方式）：實感或直覺（S/N）
- 判斷功能（決策方式）：思考或情感（T/F）
- 生活態度（對待外在世界的方式）：判斷或感知（J/P）

四個字母的組合遵循E/I、S/N、T/F、J/P的順序，由此產生了16種可能的字母組合，如ESTJ、ISFP、INFJ、ENTP等16種獨特的類型:29。在MBTI的理論中，「類型」表達的信息量不只是「4個偏好」，它代表了功能（S、N、T、F）、能量態度（E、I）以及對外界的態度（J、P）之間的一組複雜的動態關係:29。根據MBTI的論述，每組二分法的兩個「偏好」類似左撇子與右撇子，人們確實會使用雙手，但通常會用喜歡的那隻手伸手，因為那樣更自然:117。更重要的是，所有偏好和類型都同樣有價值，MBTI並不顯示一個人的能力。每種人格類型都有它自己的潛在優勢，和提供機遇能讓這優勢成長的領域:52
- I——内倾相对于外倾。ISTJ倾向于宁静和有所保留。于社交中，他们消耗能量（同样的情况下，外倾者获得能量）。[6]
- S——感觉相对于直觉。相比关心于抽象事物，ISTJ更加关心具体事物。他们更倾向于关注细节而不是整体，关注最切近的现实而非未来的可能性。[7]
- T——理性相对于情感。ISTJ通常认为客观标准高于个人偏好。在做决定的时候，他们通常更多地基于逻辑，而不是对人情世故的考虑。[8]
- J——判断相对于理解。ISTJ倾向于计划他们的活动，并早早地作出决定。他们从可预见性得到掌控之感，在同一方面理解型的人可能看起来被限制。[9]

## 特征

### 类型描述

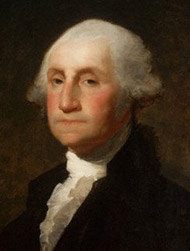
一些人认为乔治·华盛顿是个ISTJ。 但是，根据MBTI伦理应用的指导方针，只有那些参加了类型评估的人能决定他们最适合于哪一型。

ISTJ们致力于组织。他们使他们的生活和周围的环境井然有序。在工作中，他们对细节一丝不苟，在高品質完成工作前绝不会休息。他们总是对未解决的问题不满，不管这问题是在现实中还是虚构的。.
ISTJ们是忠诚、逻辑性、有组织、明智而真诚的传统主义者。他们通过尽善尽美和稳定可靠获得成功。将分心的事物关在门外，他们实际而有逻辑性地应对挑战。他们逐步朝目标接近，脚踏实地而负责。他们热衷于在工作和个人生活中创造秩序。
虽然专注于内在世界，ISTJ也更喜欢处理现世的、实际的事务。作为敏锐的观察者，在做决定的时候他们权衡多方面的利弊。ISTJ们对大部分的可能性都做好了准备，对各种情形也有充分了解。他们相信现实的目标，而且把传统和忠诚看得很重。
柯尔塞类型描述请见调查员 (角色变异)。

### 学习方式
ISTJ会投身于学习他们认为实际而有益的科目，而且学得最好。作为学习者，ISTJ们倾向于需要严谨而精确的题材、指令和老师，这样才能相信呈现在他们面前的信息。他们喜欢具体、有用的操作程序。只有当理论能够引导到这种结果的时候，他们才能容忍它。
他们喜欢能让他们自省和思考的学习活动。看起来太容易或太有趣的题材容易让ISTJ们怀疑它好在哪里。因为他们实际的眼光，ISTJ们清晰地在工作和娱乐间划出了一条分界线。因此，他们理想的学习环境是以任务为中心的，有一个清晰的时间表，而且有清楚而精确的任务分配。

### 工作方式
ISTJ们尊重事实。他们的脑子里储存了数量惊人的事实，这些事实是由他们的感觉功能收集而来。当面对和他们观念相异的想法或理论，他们可能难以评估它。但如果这理念是一个他们关心或尊重的人提出的，或至少和这人有关联，它就会迅速被ISTJ们内在化并坚定支持。
ISTJ们经常工作很长一段时间，投入全部精力，只要他们认为完成这目标是重要的。然而，他们反对对那些他们看来不合理，或他们看不到实效的事情投入精力。他们偏好于独自工作，但如果具体情形要求他们在团队里工作，他们也能做得很好。他们喜欢为自己的行动负责，也喜欢承担责任的职位。他们很少运用理论或抽象的思考，除非它有明确的实效。
总的来说，ISTJ们是能干、逻辑性、通情达理而高效率的人，被内心深深的渴求驱使要保证生活的宁静以及安全。他们在达到目标的时候可能效率极高——不管这目标是什么。

## 认知功能

### 主导功能：内倾感觉（Si）
Si收集关于当下的数据，然后把它们和过去的经验比较，这过程有时候随着记忆唤起与之关联的感觉，就好像再体验一遍过去。为寻求保护那些熟悉的东西，Si回溯历史，用以形成对未来的期望和目标。

### 辅助功能：外倾思考（Te）
Te组织、安排环境和想法，好成功达成目标。Te寻求行动、事件和结论的合理解释，并试图找到逻辑的错误和序列中的间隔。

### 第三功能：内倾情感（Fi）
Fi过滤信息，这种过滤的基础是缘于标准（经常是无形的）形成的判断。Fi时常协调价值观。在各种情形下，它天生地和微妙的差别相合，并知道什么是对什么是错。

### 第四功能：外倾直觉（Ne）
Ne寻找并解释隐含意义，用“如果”开头的问题来探索选择，允许多种可能性共存。这种想象中的游戏把直觉和来自多种不同来源的经验结合在一起成为新的，这可能成为行动的催化剂。

### 隐藏功能

#### 外倾感觉（Se）
Se集中于当下的、物质的世界所带来的体验和感觉。以对当下周遭事情的敏锐察觉，它带来关于前方的相对事实和细节，而且可能导致自发的行动。

#### 内倾思考（Ti）
Ti寻求精确，比如表达一个概念最合适的词。它注意到事物本质之间微不足道的差别，然后将它们分析并归类。Ti细查一个问题的每一面，寻找解决问题最不费力、风险最小的方法。它用模型甄别出逻辑上的不一致。

#### 外倾情感（Fe）
Fe寻找社会上的联系，并用礼貌、体贴、得体的举止营造和谐的沟通。Fe对他人明确（或暗示）的需求作出回应，甚至可能会制造内在自我需求和欲望的冲突来满足别人。

#### 内倾直觉（Ni）
Ni将看起来矛盾的事物合成出先前无法想象的成果，同时它也被象征性的东西吸引。这些成果的实现通常伴随着需要行动来完成的确定性，同时其解决办法中可能包括复杂的系统或一般性的真理。